# Ahamada Haoulata
Ahamada Haoulata (sinh ngày 6 tháng 5 năm 1975) là một vận động viên Comoros đã thi đấu tại Thế vận hội Olympic mùa hè 1996 ở nội dung 400m nữ. Cô đã hoàn thành thứ 7 trong lượt thi đấu của mình và không thể đi tiếp.